# François Malhiot
François Malhiot, né le 20 octobre 1733 à Montréal (Nouvelle-France) et décédé le 28 janvier 1808 à Verchères (Bas-Canada), est un négociant et un politicien.

## Biographie
À la mort de son père, Jean-François Malhiot, en 1756, il reprit l'entreprise familiale d'import-export et exerça ses activités à Montréal, puis à Verchères.
En 1792, lors des premières élections du Bas-Canada, il se fit élire dans le comté de Surrey. Proche du Parti canadien, il ne se représenta pas en 1796 et fut nommé juge de paix en 1799.
Il est le père de François-Xavier Malhiot et le grand-père de Charles-Christophe Malhiot.